# Tiefenthal (Pfalz)
Tiefenthal település Németországban, Rajna-vidék-Pfalz tartományban. Lakosainak száma 825 fő (2023. december 31.).

## Népesség
A település népességének változása:
| Lakosok száma | 635  | 814  | 849  | 848  | 849  | 849  | 825  |
|               | 1975 | 2012 | 2017 | 2019 | 2021 | 2022 | 2023 |